# Paarsbandspanner
De paarsbandspanner (Rhodostrophia vibicaria) is een vlinder uit de familie Geometridae, de spanners. Er is grote variatie in de rozekleurige bestuiving op de vleugels. De voorvleugellengte bedraagt tussen de 14 en 16 millimeter. De soort komt verspreid over het Palearctisch gebied voor. De habitat bestaat uit warm en droog grasland. Hij overwintert als rups.

## Waardplanten
De paarsbandspanner heeft als waardplanten diverse planten en struiken, onder meer brem en sleedoorn.

## Voorkomen in Nederland en België
De paarsbandspanner is in Nederland niet zo gewone soort die vooral op de Veluwe en in de duinen voorkomt. In België is het een zeer zeldzame soort uit het zuiden van het land. De vlinder kent jaarlijks een of twee generaties die vliegen van eind mei tot in september.